# Захарченко Павло Федорович
Павло́ Фе́дорович Заха́рченко (1917 — 1943) — радянський військовик часів Другої світової війни, заступник командира 1-го танкового батальйону 150-ї окремої танкової бригади, капітан. Герой Радянського Союзу (1943).

## Життєпис
Народився у станиці Батуринській, нині Брюховецького району Краснодарського краю Росії. Українець. Здобув середню освіту. У 1938 році закінчив історичний факультет Ростовського педагогічного інституту, вчителював.
До лав РСЧА призваний у 1939 році. У 1941 році закінчив 2-ге Саратовське танкове училище.
У боях німецько-радянської війни з червня 1941 року. Воював на Північно-Кавказькому, Воронезькому, Центральному і 1-му Українському фронтах: командир танка, командир взводу, ад'ютант штабу батальйону, офіцер зв'язку штабу бригади, командир роти середніх танків 2-го танкового батальйону 150-ї окремої танкової бригади. Член ВКП(б) з 1943 року.
Загинув у бою за місто Коростень Житомирської області. Похований у смт Чоповичі Малинського району Житомирської області.

## Нагороди
Указом Президії Верховної Ради СРСР від 17 жовтня 1943 року «за успішне форсування річки Дніпро північніше Києва, міцне закріплення плацдарму на західному березі річки Дніпро та виявлені при цьому відвагу і героїзм», капітанові Захарченку Павлу Федоровичу присвоєне звання Героя Радянського Союзу з врученням ордена Леніна і медалі «Золота Зірка» (отримати нагороди не встиг).
Також нагороджений двома орденами Червоного Прапора (09.02.1943, 21.10.1943), орденами Вітчизняної війни 1-го ступеня (26.12.1943, посмертно) і Червоної Зірки (01.05.1943).

## Вшанування пам'яті
Ім'ям Павла Захарченка названо вулиці у селищі міського типу Чоповичі Житомирської області та у станиці Батуринській Краснодарського краю.